# Diplazon luzonensis
Diplazon luzonensis là một loài tò vò trong họ Ichneumonidae.